# Курганье (Кормянский район)
Курганье (бел. Курганне) — посёлок в Октябревском сельсовете Кормянского района Гомельской области Беларуси.
В связи с радиационным загрязнением после катастрофы на Чернобыльской АЭС жители (10 семей) переселены в 1992 году в чистые места.
На севере, западе и юге граничит с лесом.

## География

### Расположение
В 12 км на север от Кормы, в 67 км от железнодорожной станции Рогачёв (на линии Могилёв — Жлобин), в 122 км от Гомеля.

### Гидрография
На реке Косолянка (приток реки Сож).

## Транспортная сеть
Транспортные связи по просёлочной, затем автомобильной дороге Корма — Литвиновичи. Застройка хаотичная, деревянная усадебного типа.

## История
О деятельности человека в этих местах сдавних времён древности свидетельствуют обнаруженные археологами курганные могильники (один — 15 насыпей в 0,4 км на юг, второй — 20 насыпей, в 0,5 км на юго-запад от посёлка). Основан в начале XX века переселенцами из соседних деревень. В 1931 году жители вступили в колхоз. Входил в состав совхоза «Заря коммунизма» (центр — деревня Октябрёво).

## Население
- 1992 год — жители (10 семей) переселены.